# Felipe Acosta Carlez
Felipe Antonio Acosta Carlez (San Juan de los Morros, Guárico, Venezuela, 1951–Caracas, Venezuela, 28 de febrero de 1989) fue un militar venezolano. 

## Biografía
Licenciado en Ciencias y Artes Militares en la Promoción "Simón Bolívar II", ocupando el puesto de mérito número 57 (sobre un grupo de 75 graduandos) en julio de 1975.
Fue uno de los cuatro fundadores del Movimiento Bolivariano Revolucionario - 200 (MBR-200) prestando el juramento del Samán de Güere el 17 de noviembre de 1982, junto a Hugo Chávez, Jesús Urdaneta Hernández y Raúl Isaías Baduel. Falleció de un balazo en la Parroquia El Valle de Caracas, durante los disturbios del Caracazo, el 28 de febrero de 1989, siendo ascendido post mortem a teniente coronel.

## Vida personal
Su hermano Luis Acosta Carlez fue general de brigada de la Guardia Nacional Bolivariana (GNB), miembro del MVR y luego del PSUV, y fue el gobernador del Estado Carabobo entre 2004 y 2008.

## Legado
La promoción Nro. 16 de suboficiales profesionales de carrera, egresada de la antigua Escuela Técnica Del Ejército "Gral/Brig. Jose Gabriel Pérez" en el año 1991, también lleva su nombre. La promoción de oficiales a ser egresada de la Academia Militar de Venezuela del 7 de julio del 2008, fue nombrada en su honor por el entonces presidente Hugo Chávez.